# Gooreerdgronden
Gooreerdgronden behoren volgens het Nederlandse systeem van bodemclassificatie tot de hydrozandeerdgronden en hebben weinig tot geen gleyverschijnselen (roest) in het profiel. Een gooreerdgrond heeft een donker gekleurde bovengrond, bestaande uit humuslaag en A-horizont, van 20 tot maximaal 50 cm dikte. Deze ligt op een dikke, maar zwak ontwikkelde zandige podzol-B-horizont. Daaronder bevindt zich soms een sterk gebleekte, vrijwel ijzerloze ondergrond. Roestvlekken, die duiden op periodieke hoge grondwaterstanden, kunnen alleen op een diepte van meer dan 35 cm voorkomen. Ondanks de vaak zeer hoge waterstanden ontbreekt een duidelijke gereduceerde blauwgrijze ondergrond. Het humusgehalte van de bovengrond is vaak hoog.
Deze gronden worden voornamelijk gevoed door regenwater en plaatselijk basenarm grondwater. Ze zijn ontstaan in nattere, lager gelegen delen in het Pleistocene zandlandschap, zoals afvoerloze laagten, overgangen van beekdalen naar hogere gronden en in beekdalen die water uit veengebieden afvoeren (b.v. de Peel). Het bodemtype komt dan ook voornamelijk voor onder graslanden.
Gooreerdgronden vormen een overgang tussen eerdgronden en podzolgronden. De ligging van deze gronden in het landschap heeft overeenkomsten met die van de veldpodzolgronden. Kenmerkend voor de hydrozandeerdgronden is de donkere humusrijke bovengrond en het ontbreken van een duidelijke podzol-B.

## Etymologie
Het toponiem goor duidt op oude veldnamen die in het oosten van Nederland voor lager gelegen, moerassige gebieden gebruikt worden.

## Profielbeschrijving
| Horizont | Diepte    | Omschrijving                                                                      |
| -------- | --------- | --------------------------------------------------------------------------------- |
| Ap       | 0–25 cm   | zeer donker grijsbruin, zeer humeus, zwak lemig, matig fijn zand                  |
| Ce       | 25–65 cm  | grijsbruin, zeer humusarm, leemarm, matig fijn zand                               |
| Cg       | 65–199 cm | licht grijsbruin, uiterst humusarm, leemarm, matig fijn zand; enkele roestvlekken |